# Morti nel 1823
| Questa pagina contiene informazioni ricavate automaticamente dalle voci biografiche con l'ausilio del template Bio e di un bot. L'aggiornamento è periodico e automatico e ricostruisce completamente la pagina. Se manca una persona in questa lista, sei pregato di non aggiungerla, ma accertati piuttosto che la sua voce biografica contenga il template Bio e che i dati anagrafici siano correttamente compilati. Se il template Bio manca, inseriscilo tu stesso o, in alternativa, metti l'avviso {{tmp\|Bio}} che ne segnala la mancanza. Se i dati riportati sono sbagliati, correggi direttamente la voce biografica; le modifiche saranno visibili in questa lista entro pochi giorni. Per chiarimenti vedi il progetto biografie. La lista contiene solo le 168 persone che sono citate nell'enciclopedia e per le quali è stato implementato correttamente il template Bio. Pagina aggiornata al 18 lug 2025. |

## Gennaio(15)
- 2 gennaio - Abraham Girardet, incisore e disegnatore svizzero (n. 1764)
- 3 gennaio - Jean Joseph Amable Humbert, generale francese (n. 1767)
- 7 gennaio - Tommaso Condulmer, ammiraglio italiano (n. 1759)
- 11 gennaio - Felice Giani, pittore e decoratore italiano (n. 1758)
- 11 gennaio - Johann Gottfried Leonhardi, medico e chimico tedesco (n. 1746)
- 11 gennaio - Cesare Majoli, presbitero e naturalista italiano (n. 1746)
- 14 gennaio - Athanasios Kanakarīs, politico greco (n. 1760)
- 16 gennaio - Pierre Marie de Grave, politico, generale e nobile francese (n. 1755)
- 17 gennaio - Zacharias Werner, poeta, drammaturgo e predicatore tedesco (n. 1768)
- 20 gennaio - Carlo Bossi, poeta e politico italiano (n. 1758)
- 22 gennaio - Jean-Pierre Bachasson, politico francese (n. 1766)
- 26 gennaio - Edward Jenner, medico e naturalista britannico (n. 1749)
- 27 gennaio - Charles Hutton, matematico inglese (n. 1737)
- 27 gennaio - Ignaz Peter Marchal de Perclat, militare austriaco (n. 1764)
- 30 gennaio - Rudolf von Wrbna und Freudenthal, politico e mineralogista austriaco (n. 1761)

## Febbraio(12)
- 4 febbraio - François de Pierre de Bernis, arcivescovo cattolico e politico francese (n. 1752)
- 6 febbraio - John Schank, ammiraglio britannico
- 7 febbraio - Ann Radcliffe, scrittrice britannica (n. 1764)
- 13 febbraio - Michelangelo Monti, poeta italiano (n. 1749)
- 14 febbraio - Pierre Paul Prud'hon, pittore e disegnatore francese (n. 1758)
- 17 febbraio - George Edwards, economista, medico e scrittore britannico (n. 1752)
- 17 febbraio - Friedrich von Kleist, generale prussiano (n. 1762)
- 17 febbraio - Juan Antonio Llorente, storico e politico spagnolo (n. 1756)
- 18 febbraio - Iosif Igelström, generale russo (n. 1737)
- 18 febbraio - Chiara Spinelli di Belmonte, pittrice e nobile italiana (n. 1744)
- 24 febbraio - Friedrich Ludwig von Sckell, architetto del paesaggio tedesco (n. 1750)
- 26 febbraio - John Philip Kemble, attore teatrale e impresario teatrale inglese (n. 1757)

## Marzo(12)
- 6 marzo - Pierre-Louis Dupas, generale francese (n. 1761)
- 8 marzo - Francesco I di Erbach-Erbach, nobile, collezionista d'arte e archeologo tedesco (n. 1754)
- 10 marzo - George Elphinstone, I visconte Keith, ammiraglio britannico (n. 1746)
- 10 marzo - Marie Anne Fragonard, pittrice e miniaturista francese (n. 1745)
- 14 marzo - Charles François Dumouriez, generale francese (n. 1739)
- 14 marzo - John Jervis, I conte di St Vincent, ammiraglio britannico (n. 1735)
- 18 marzo - Jean-Baptiste Bréval, compositore e violoncellista francese (n. 1753)
- 19 marzo - Adam Kazimierz Czartoryski, nobile, politico e scrittore polacco (n. 1734)
- 19 marzo - Luis María de Borbón y Vallabriga, cardinale e arcivescovo cattolico spagnolo (n. 1777)
- 21 marzo - Friedrich Weber, medico, botanico e entomologo tedesco (n. 1781)
- 24 marzo - Nicholas Diddams, ingegnere britannico (n. 1760)
- 25 marzo - Giuseppe Bartolomeo Menochio, vescovo cattolico italiano (n. 1741)

## Aprile(10)
- 1º aprile - James Johnstone, esploratore inglese (n. 1759)
- 3 aprile - Erik Johan Stagnelius, poeta svedese (n. 1793)
- 4 aprile - Amalia Luisa di Arenberg, nobile tedesca (n. 1789)
- 7 aprile - Jacques Alexandre César Charles, scienziato e inventore francese (n. 1746)
- 10 aprile - Karl Leonhard Reinhold, filosofo austriaco (n. 1757)
- 10 aprile - Christian Georg Schütz II, pittore e incisore tedesco (n. 1758)
- 13 aprile - Antonio Felice Zondadari, cardinale e arcivescovo cattolico italiano (n. 1740)
- 16 aprile - Ramon Strauch Vidal, vescovo cattolico spagnolo (n. 1760)
- 25 aprile - Leopoldo Camillo Volta, storico italiano (n. 1751)
- 29 aprile - Francesco Favi, diplomatico e mecenate italiano (n. 1749)

## Maggio(14)
- 2 maggio - Gabriel Cortois de Pressigny, arcivescovo cattolico francese (n. 1745)
- 7 maggio - Carlo Filippo Aldrovandi Marescotti, nobile, imprenditore e mecenate italiano (n. 1763)
- 8 maggio - Viviano Orfini, cardinale italiano (n. 1751)
- 9 maggio - Pietro Paolo Mazzichi, vescovo cattolico italiano (n. 1756)
- 11 maggio - Paolo Andreani, viaggiatore e nobile italiano (n. 1763)
- 11 maggio - John Thomas Troy, arcivescovo cattolico irlandese (n. 1739)
- 12 maggio - Youhanna Boutros Helou, patriarca cattolico libanese
- 13 maggio - Gaspard-Jean-André Jauffret, vescovo cattolico francese (n. 1759)
- 16 maggio - Grace Elliott, britannica (n. 1754)
- 17 maggio - Giovanni Battista Dall'Olio, musicologo, liutaio e organista italiano (n. 1739)
- 18 maggio - Cristina Elisabetta di Anhalt-Bernburg, nobile (n. 1746)
- 23 maggio - Louis-Charles Boistard, ingegnere francese (n. 1763)
- 23 maggio - Claes Horn, militare e poeta svedese (n. 1763)
- 26 maggio - Ferdinand Ernst Gabriel von Waldstein, mecenate tedesco (n. 1762)

## Giugno(9)
- 1º giugno - Louis Nicolas Davout, generale francese (n. 1770)
- 6 giugno - Nicolas Clary, politico francese (n. 1760)
- 8 giugno - Jean Daniel de Gambs, militare francese (n. 1744)
- 9 giugno - Johann Pezzl, scrittore tedesco (n. 1756)
- 10 giugno - Christoph von Benckendorff, generale russo (n. 1749)
- 13 giugno - James Cecil, I marchese di Salisbury, nobile e politico britannico (n. 1748)
- 13 giugno - Antonio Fortunato Oroboni, patriota italiano (n. 1791)
- 23 giugno - Elizabeth Waldegrave, nobildonna inglese (n. 1758)
- 27 giugno - Pierre Antoine Delalande, naturalista e esploratore francese (n. 1787)

## Luglio(9)
- 2 luglio - Pietro Federico Guglielmo di Oldenburg, duca (n. 1754)
- 7 luglio - Carlo Verri, prefetto e politico italiano (n. 1743)
- 8 luglio - Christian Friedrich Ludwig, naturalista e medico tedesco (n. 1757)
- 8 luglio - Henry Raeburn, pittore britannico (n. 1756)
- 13 luglio - Carminantonio Lippi, mineralogista, geologo e vulcanologo italiano (n. 1760)
- 19 luglio - James Innes-Ker, V duca di Roxburghe, nobile scozzese (n. 1736)
- 20 luglio - William Playfair, statistico scozzese (n. 1759)
- 22 luglio - William Bartram, naturalista, botanico e esploratore statunitense (n. 1739)
- 24 luglio - Denis Pack, generale britannico (n. 1775)

## Agosto(13)
- 2 agosto - Lazare Carnot, generale, matematico e fisico francese (n. 1753)
- 2 agosto - Vincent Martel Deconchy, militare francese (n. 1768)
- 4 agosto - Giuseppe Pannilini, vescovo cattolico italiano (n. 1742)
- 9 agosto - Charles Cornwallis, II marchese Cornwallis, politico britannico (n. 1774)
- 12 agosto - Josefa de los Dolores Peña y Lillo Barbosa, religiosa e scrittrice cilena (n. 1739)
- 17 agosto - Carolina di Nassau-Usingen, nobile tedesca (n. 1762)
- 18 agosto - André-Jacques Garnerin, inventore francese (n. 1769)
- 20 agosto - Friedrich Arnold Brockhaus, editore tedesco (n. 1772)
- 20 agosto - Papa Pio VII, papa, vescovo cattolico e cardinale italiano (n. 1742)
- 21 agosto - Markos Botsaris, militare, condottiero e patriota albanese (n. 1788)
- 23 agosto - Anselmo Doria del Maro, generale italiano (n. 1758)
- 27 agosto - John Hope, IV conte di Hopetoun, generale britannico (n. 1765)
- 30 agosto - Pierre Prévost, pittore francese (n. 1764)

## Settembre(12)
- 4 settembre - Sophie de Condorcet, scrittrice e traduttrice francese (n. 1764)
- 5 settembre - Pakubuwono V, sovrano indonesiano (n. 1784)
- 8 settembre - Johan Coenraad van Hasselt, botanico, zoologo e micologo olandese (n. 1797)
- 11 settembre - José Francisco Corrêa da Serra, scienziato e diplomatico portoghese (n. 1750)
- 11 settembre - David Ricardo, economista britannico (n. 1772)
- 15 settembre - Lotario Tomba, architetto italiano (n. 1749)
- 17 settembre - Abraham-Louis Breguet, orologiaio e inventore svizzero (n. 1747)
- 17 settembre - John Shaw, militare statunitense (n. 1773)
- 18 settembre - Roger de Damas, generale francese (n. 1765)
- 23 settembre - Matthew Baillie, medico e patologo britannico (n. 1761)
- 26 settembre - Andrea Mazzarella, poeta, avvocato e patriota italiano (n. 1764)
- 27 settembre - Antoine-Eustache d'Osmond, vescovo cattolico francese (n. 1754)

## Ottobre(8)
- 2 ottobre - Antoine-François Callet, pittore francese (n. 1741)
- 2 ottobre - Daniel Steibelt, pianista e compositore tedesco (n. 1765)
- 15 ottobre - Paolo Belli Blanes, attore teatrale italiano (n. 1774)
- 16 ottobre - Leopoldina del Liechtenstein, principessa austriaca (n. 1754)
- 23 ottobre - Marcos Coelho Neto, compositore brasiliano (n. 1763)
- 24 ottobre - Bernardino Musenga, architetto e urbanista italiano (n. 1774)
- 26 ottobre - Amalia Cristiana di Baden, nobildonna (n. 1776)
- 27 ottobre - Karl Henrici, pittore austriaco (n. 1737)

## Novembre(7)
- 1º novembre - Heinrich Wilhelm von Gerstenberg, poeta e critico letterario tedesco (n. 1737)
- 7 novembre - Rafael del Riego, generale e politico spagnolo (n. 1784)
- 15 novembre - Luigi Caruso, compositore italiano (n. 1754)
- 18 novembre - Jean-Nicolas Pache, politico francese (n. 1746)
- 22 novembre - Louis Jean-Baptiste Gouvion, nobile, generale e politico francese (n. 1752)
- 28 novembre - Giovanni Battista Bagutti, pittore svizzero (n. 1742)
- 30 novembre - Ignaz Csivich von Rohr, militare austriaco (n. 1752)

## Dicembre(19)
- 1º dicembre - Pavel Andreevič Šuvalov, ufficiale russo (n. 1776)
- 1º dicembre - François Watteau, pittore francese (n. 1758)
- 3 dicembre - Giovanni Battista Belzoni, esploratore e ingegnere italiano (n. 1778)
- 6 dicembre - Hamengkubuwono IV, sovrano indonesiano (n. 1804)
- 8 dicembre - Jean-Baptiste Grosier, orientalista francese (n. 1743)
- 12 dicembre - Edward Alanson, chirurgo britannico (n. 1747)
- 13 dicembre - Michel Dieulafoy, librettista e drammaturgo francese (n. 1762)
- 13 dicembre - Antonio Nariño, politico colombiano (n. 1765)
- 13 dicembre - Tapping Reeve, giurista e insegnante statunitense (n. 1744)
- 14 dicembre - Vincenzo Cuoco, scrittore, giurista e politico italiano (n. 1770)
- 16 dicembre - Ivan Michajlovič Dolgorukov, politico, poeta e drammaturgo russo (n. 1764)
- 16 dicembre - Hans Carl Knudtzon, politico e armatore norvegese (n. 1751)
- 17 dicembre - Giovanni Fabbroni, naturalista, economista e agronomo italiano (n. 1752)
- 18 dicembre - Amédée Willot, politico e generale francese (n. 1755)
- 21 dicembre - Domenico Spinucci, cardinale e arcivescovo cattolico italiano (n. 1739)
- 24 dicembre - James Gandon, architetto irlandese (n. 1743)
- 24 dicembre - Luigi Trezza, ingegnere e architetto italiano (n. 1752)
- 26 dicembre - Jean François Hue, pittore francese (n. 1751)
- 26 dicembre - Wilhelm Lothar Maria von Kerpen, generale austriaco (n. 1761)

## Senza giorno specificato(28)
- Luigi Acquisti, scultore italiano (n. 1745)
- Georg Adam, pittore e incisore tedesco (n. 1784)
- John Julius Angerstein, imprenditore russo (n. 1732)
- Martin Friedrich Arendt, archeologo danese (n. 1773)
- William Artaud, pittore britannico (n. 1763)
- Thomas Blunt, artigiano inglese
- Louis Brion de la Tour, cartografo francese (n. 1756)
- Juan Manuel Cajigal, generale spagnolo (n. 1757)
- Edmund Cartwright, inventore britannico (n. 1743)
- José Manuel de Ezpeleta, ufficiale e politico spagnolo (n. 1739)
- Ceccardo Franchi, artigiano italiano
- Pierre-Jean Garat, cantante francese (n. 1764)
- Carlo Garibaldi, letterato e medico italiano (n. 1756)
- Ivan Kuskov, esploratore russo (n. 1765)
- Gonzalo López de Haro, esploratore spagnolo
- Fortunato Luzzi, avvocato e rivoluzionario italiano (n. 1789)
- Samuel Marshall, giurista britannico
- Mladen Milovanović, rivoluzionario serbo (n. 1760)
- Giacomo Pasqual, patriota e militare italiano (n. 1778)
- Randhir Singh di Bharatpur, indiano
- Leonardo Salimbeni, ingegnere e matematico italiano (n. 1752)
- Jan Hendrik van Swinden, matematico e fisico olandese (n. 1746)
- Pietro Taglioretti, pittore, architetto e diplomatico svizzero (n. 1757)
- Nicolò Traverso, scultore italiano (n. 1745)
- Clarice Vasini, pittrice e scultrice italiana (n. 1732)
- Ioannis Vilaras, scrittore greco (n. 1771)
- Luigi Villoresi, agronomo, botanico e architetto del paesaggio italiano (n. 1779)
- Muhammad al-Arabi al-Darqawi, mistico marocchino (n. 1737)